# Drid
Les Drid, Derid ou Durayd (arabe : دريد) est une confédération tribale arabe de Tunisie issue des Hilaliens. Elle s'installe entre le XIe et le XIIe siècle à Tunis, au Kef et à Béja.

## Histoire

### Origines
Les Drid sont des descendants de la tribu des Athbaj, et seraient des descendants directs de Hilal, le fondateur de la tribu des Hilaliens.
D'abord installés au Centre de la Tunisie, sur le territoire des Mthalith, ils migrent au XVIe siècle en Algérie, dans le sud de la province de Constantine. Alliés des Shabiya, ils soumettent alors les tribus de la région à l'autorité de ces derniers. Cependant, après la chute des Chebbia, ils migrent dans la région de Tébessa en 1624. On en retrouvait également dans la région d'Annaba.

### Époque moderne
Peu après, en 1647, le bey de Tunis, Hammouda Pacha, négocie leur retour en Tunisie et ils s'installent dans un premier temps dans la ville du Sers, avant de migrer dans toute la Tunisie du Nord. Une fraction des Drid part également s'installer dans la ville de Fernana en Kroumirie, et d'autres dans le Jérid. Désignés comme tribus du makhzen, ils obtiennent de nombreux privilèges et se constituent alors comme l'une des tribus les plus importantes de Tunisie en prenant part à l'armée du bey. En 1735, ils participent à la bataille de Smendja aux côtés d'autres tribus.
En 1807, ils participent à la guerre algéro-tunisienne aux côtés d'autres tribus, et s'emparent de la ville de Constantine. En 1864, leur puissance est telle qu'ils fournissent au bey une armée de 3 000 cavaliers, qui prirent part à la répression de la révolte d'Ali Ben Ghedhahem. Cependant, la famine de 1867 et leur dispersion sur le territoire affaiblissent les membres de la tribu. Ils prennent néanmoins part à la révolte de 1881, avant d'abandonner et de rejoindre le camp du bey, pour l'aider à disperser les insurgés.
Historiquement, ils sont proches des Hamama et des Riyah.
La chanteuse Saliha serait issue des Drid, avec une mère appartenant aux Ouled Rezg.

## Composition
Les Drid sont composés de nombreux clans familiaux , tels que :
- Ouled Abbass (arabe : اولاد عباس) ;
- Ouled Aarfa (arabe : اولاد عرفة) ;
- Ouled Ftouh (arabe : اولاد فتوح) ;
- Ouled Gacem (arabe : اولاد قاسم) ;
- Ouled Harbi (arabe : اولاد حربي) ;
- Ouled Inoubel[10] ;
- Ouled Jouin (arabe : اولاد جوين) ;
- Ouled Khaled (arabe : اولاد خالد) ;
- Ouled Khalifa (arabe : اولاد خليفة) ;
- Ouled Manaa (arabe : اولاد مناع) ;
- Ouled Mimoun (arabe : اولاد ميمون) ;
- Ouled Moussa (arabe : اولاد موسى) ;
- Ouled Rezg (arabe : اولاد رزق).

D'autres clans qui ne sont pas issus des Drid étaient néanmoins rattachées à ceux-ci, comme les Hanencha, les Tissaoua, les Merdès, les Fadlaoua, les Kanzara, les Arab Majour qui vivent à Mateur, et les Ouled Sidi Abid. 
Au XIXe siècle, la confédération est composée de près de 50 000 personnes.